# Arbelos

Arbelos

is een rechthoek

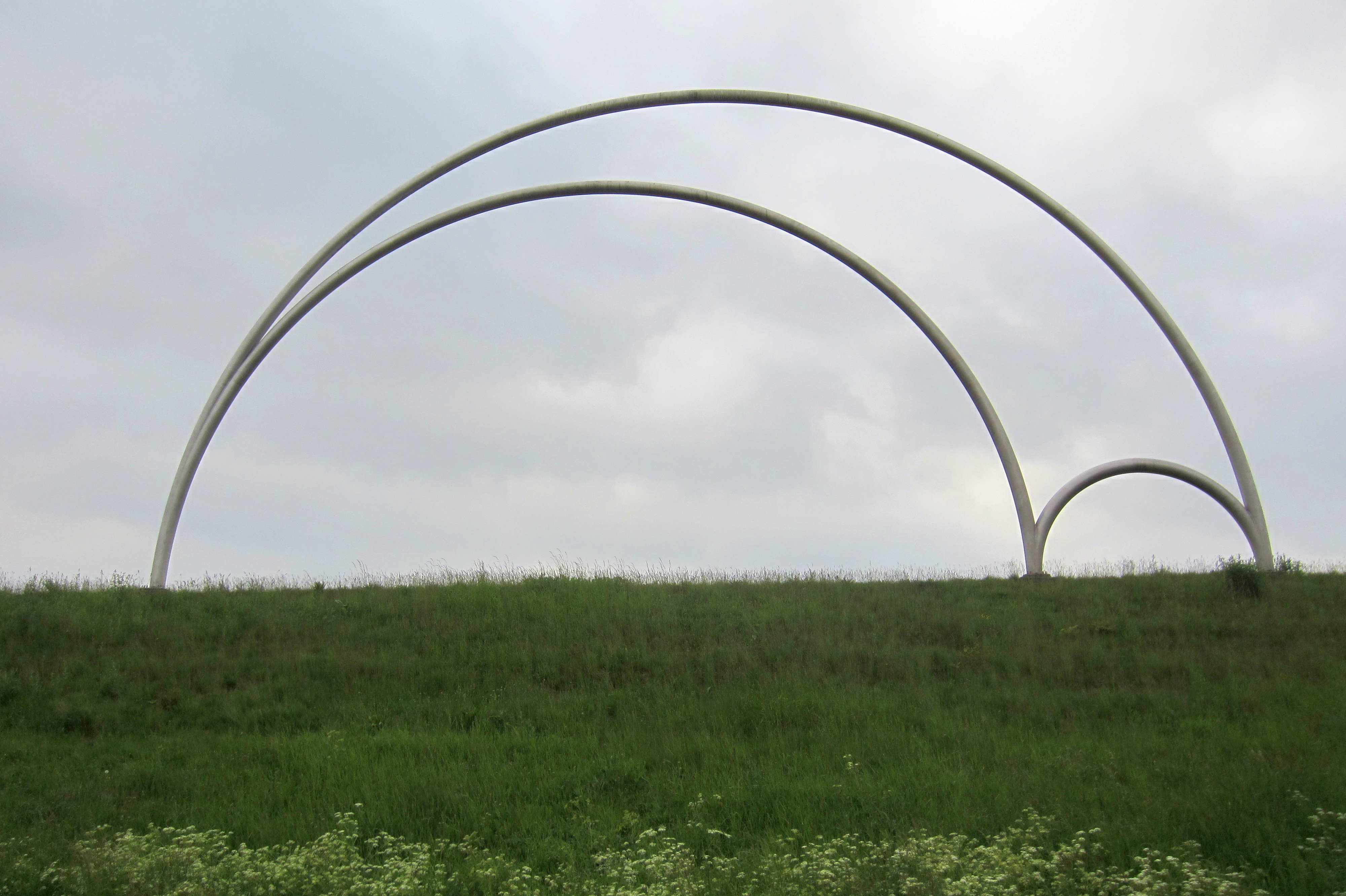
Kaatsheuvel

De arbelos is een meetkundige figuur die bestaat uit drie aan elkaar rakende halve cirkels. De raakpunten liggen op een lijn. De arbelos is door Archimedes in zijn Liber assumptorum geïntroduceerd. Hij heeft daar ook de salinon in beschreven. Het woord arbelos komt uit het Grieks en betekent schoenmakersmes.
- Noem het raakpunt van de twee kleinere halve cirkels {\displaystyle \mathrm {A} } en de raakpunten met de grote halve cirkel {\displaystyle \mathrm {B} } en {\displaystyle \mathrm {C} }. Laat de gemeenschappelijke raaklijn van de twee kleinere halve cirkels in {\displaystyle \mathrm {A} } de grote halve cirkel in {\displaystyle \mathrm {H} } snijden en laat de lijnen {\displaystyle \mathrm {HB} } en {\displaystyle \mathrm {HC} } de kleine halve cirkels snijden in {\displaystyle \mathrm {D} } en {\displaystyle \mathrm {E} }. {\displaystyle \mathrm {DE} } is dan de andere gemeenschappelijke raaklijn van de twee kleine halve cirkels.
- {\displaystyle \mathrm {AEHD} } is een rechthoek.
- De cirkel met diameter {\displaystyle \mathrm {AH} } heeft een oppervlakte gelijk aan de oppervlakte van de arbelos. Neem {\displaystyle \mathrm {AB} =2a} en {\displaystyle \mathrm {AC} =2b}, dan is immers de oppervlakte van de arbelos {\displaystyle {\frac {\pi }{2}}(a+b)^{2}-{\frac {\pi }{2}}a^{2}-{\frac {\pi }{2}}b^{2}=\pi ab}, terwijl uit {\displaystyle \mathrm {AH} =2{\sqrt {ab}}}, het meetkundige gemiddelde van {\displaystyle \mathrm {AB} } en {\displaystyle \mathrm {AC} }, dezelfde oppervlakte volgt.

Er staat in Kaatsheuvel een kunstwerk in de vorm van een arbelos.